# Warsaw Pakt
Warsaw Pakt – angielski zespół punkowy utworzony w Londynie wiosną 1977. Zespół koncertował w lokalnych klubach, m.in. z Siouxsie and the Banshees w barze w Exeter College (na Uniwersytecie Oksfordzkim).
Pierwszy album zespołu, Needle Time, powstał w ciągu jednej doby, nagrany między 26 listopada 1977 (godzina 22), a 27 listopada (godzina 19). W ciągu pierwszego tygodnia sprzedało się 5 tysięcy egzemplarzy, jednak pod koniec tygodnia wytwórnia Island Records zdecydowała o wstrzymaniu sprzedaży (z niejasnych dla zespołu powodów). Zespół rozwiązał się w marcu 1978, wydając jeszcze zbiór odrzutów z sesji nagraniowej, See You In Court.
Skład zespołu:
- Lucas Fox – perkusja (później w Motörhead)
- Jimmy Coull – wokalista
- Andy Colquhoun – gitara prowadząca
- John Walker – gitara rytmiczna
- Chris Underhill – gitara basowa